# 스기와카 우지무네
스기와카 우지무네(일본어: 杉若氏宗)는 아즈치모모야마 시대의 다이묘이다.
스기와카 에치고노카미의 적남으로 태어났다. 부친과 호리우치 우지요시와 같이 수군으로서 임진왜란에 참전하였다.